# Hillsboro Ranches
Hillsboro Ranches és una concentració de població designada pel cens dels Estats Units a l'estat de Florida. Segons el cens del 2000 tenia 47 habitants.

## Demografia
Segons el cens del 2000, Hillsboro Ranches tenia 47 habitants, 16 habitatges, i 12 famílies. La densitat de població era de 181,5 habitants/km².
Per edats la població es repartia de la següent manera: un 29,8% tenia menys de 18 anys, un 2,1% entre 18 i 24, un 31,9% entre 25 i 44, un 23,4% de 45 a 60 i un 12,8% 65 anys o més.
L'edat mediana era de 37 anys. Per cada 100 dones de 18 o més anys hi havia 106,3 homes.
La renda mediana per habitatge era de 26.250 $ i la renda mediana per família de 0 $. Els homes tenien una renda mediana de 0 $ mentre que les dones 0 $. La renda per capita de la població era de 27.060 $. Cap de les famílies estaven per davall del llindar de pobresa.

## Poblacions més properes
El següent diagrama mostra les poblacions més properes.